# Mihai Donțu
Acest articol se referă la un actor și regizor român.
Mihai Donțu (n. 20 noiembrie 1973, Mateuți, raionul Rezina, RSS Moldovenească, URSS – d. 10 martie 2020, Iași, România) a fost un actor român. Activitatea sa artistică cuprinde numeroase roluri interpretate în teatru, în principal la Teatrul „Mihai Eminescu” din Botoșani. Activitatea de scenă a fost dublată și de cariera de regizor.

## Date biografice
La 20 noiembrie 1973 se naște la Mateuți, raionul Rezina, RSS Moldovenească, URSS, Mihail Donțu, viitorul actor cu numele de scenă și cunoscut de public, Mihai Donțu, iar pentru prieteni și cunoscuți, „Mișa”. Mihai este fiul lui Toader Anton Donțu (n. 1 mai 1940 - d. 1998) și al lui Olga Efim Donțu (n. 28 octombrie 1943 - d. 2011) și cel mai mic dintre cei patru copii ai familiei. 
Urmează studiile primare și medii din localitatea natală, apoi, în perioada 1990-1994 urmează cursurile de regie la Colegiul Republican de Creație Populară Soroca , actualul Colegiul de Arte „Nicolae Botgros” din Soroca, Republica Moldova, Secția Regizor al colectivelor teatrale, la clasa domnului profesor Mihai Bucătaru. 
Se hotărăște să devină actor și în perioada 1995-1999 urmează cursurile superioare la secția Teatru, specializarea Actor, Păpuși și Marionete la Universitatea Națională de Arte „George Enescu” din Iași, clasa profesorului Constantin Popa, Adi Cărăuleanu.
Imediat după absolvirea facultății, începând cu anul 1999, devine actor la Teatrul „Mihai Eminescu” Botoșani, un teatru cu un colectiv de oameni iubitori de teatru ce ilustrează o lume unitară formată totuși din indivizi inconfundabili, oameni care pun trup și suflet în realizarea spectacolelor în care sunt implicați. 
A avut o carieră bogată în teatru, atât ca actor, cât și ca regizor. A făcut parte din distribuția a patruzeci și nouă de spectacole de teatru și a regizat doisprezece piese de teatru având în distribuție colegi de scenă ai teatrului. Piesele regizate de el sunt longevive, jucându-se mulți ani pe scenele teatrelor cu sala plină de spectatori. Unul dintre spectacole, Cerere în căsătorie după Cehov, a avut peste 200 de reprezentații și s-a jucat și în anul 2023. Maniera regizorală de lucru preferată a spectacolelor este de factură clasică.
A scris un basm modern Semaforul cu rădăcini în tradiția populară românească. Semaforul, ca personaj, este reper și ghid pe întortocheatele căi ale existenței noastre. Folosind mijloace expresive ale artei teatrale, piesa de teatru Semaforul este realizată ca o comedie care acționează ca o formă independentă de muncă culturală și educațională, și care cooptează în mod direct participarea publicului, putând fi jucată, în aceeași măsură, pe scene convenționale și neconvenționale.
În această perioadă, a regizat și piese de teatru jucate pe scenă de actorii de la Teatrul pentru Copii și Tineret „Vasilache” din Botoșani. 
În anul 2006 a colaborat cu trupa de teatru „Drama Club” al Colegiului Național „A.T. Laurian” din Botoșani și a regizat piesa de teatru „Oameni ai nimănui”, dramatizare după „Oameni din Chișinău” de Dumitru Crudu. Cu acest spectacol au participat la: Festivalului de Teatru Lyceum din Botoșani, Festivalul de teatru Yorick din Piatra Neamț și Festivalului - Concurs Național de interpretare a piesei de teatru într-un act Mihail Sorbul din Botoșani unde au obținut premii.
Ultimul rol jucat de Mihai Donțu a fost „Balerinul turbat”.

## Debut
În anul 1999 susține examenul de diplomă de licență cu rolul Luca din spectacolul Ursul de Anton Pavlovici Cehov, regia Nicolov Perveli Viii.
Pe 10 octombrie 1999 debutează pe scena Teatrului Mihai Eminescu din Botoșani, cu rolul Chelul în Mafia oamenilor energici, un text adaptat după nuvela „Oameni energici”  de Vasili Șukșin, publicat în cartea de nuvele și povestiri Călina roșie, regia Ion Sapdaru. 

## Carieră teatrală
Numărul reprezentațiilor tuturor spectacolelor de teatru, jucate pe scenă, de actorii Teatrului Mihai Eminescu din Botoșani, timp de 60 de stagiuni, și anume, între anii 1958 și 2018, au fost documentate foarte frumos din grija domului Constantin Adam, regizor tehnic al teatrului și adunate în cartea Spectacolul Spectacolelor teatrului din Botoșani, 2018.
De asemenea, Institutul Național al Patrimoniului, a reunit într-o bază de date online a Artei Spectacolelor, Colecția premierelor teatrale și muzicale reprezentate pe scenele românești . 
- O scrisoare pierdută de Ion Luca Caragiale, regia Ion Sapdaru Premiera a avut loc pe 26 iunie 1999[7]. Număr de reprezentații: 51, dintre care ultima în stagiunea 2001/2002.
- Fluturaș în Vitrina cu jucării, regia Lenuș Teodora Moraru. Premiera a avut loc pe 25 septembrie 1999[7]. Număr de reprezentații: 37, dintre care ultima în stagiunea 2000/2001.
- Chelul în Mafia oamenilor energici, un text adaptat după nuvela „Oameni energici”  de Vasili Șukșin, publicat în cartea de nuvele și povestiri Călina roșie, regia Ion Sapdaru. Premiera a avut loc pe 10 octombrie 1999[7]. Număr de reprezentații: 15.
- Povestitorul El Bătrân în Însemnări din subterană de Feodor Dostoievski, regia Vitalie Bichir. Premiera a avut loc pe 16 octombrie 1999[7]. Număr de reprezentații: 14, dintre care ultima în stagiunea 2000/2001.
- Frizerul șef în Sacoul de antilopă de Stratiev Stanislav , regia Ioan Bordeianu. Premiera a avut loc pe 23 aprilie 2000[7]. Număr de reprezentații: 4.
- Nu puneți dragostea la încercare după Basilio Locatelli, de George Carabin, regia Mihai Păunescu. Premiera a avut loc pe 15 iunie 2000[8]. Număr de reprezentații: 19, dintre care ultima în stagiunea 2001/2002.
- Al treilea consilier în Leonce și Lena de Georg Büchner, regia Ion Sapdaru. Premiera a avut loc pe 17 decembrie 2000[7]. Număr de reprezentații: 6.
- Cratchitt în Colind de Crăciun de Charles Dickens, regia Marius Rogojinschi. Premiera a avut loc pe 23 decembrie 2000[7].
- Bekkanko în Bekkanko de Asaya Fujita, regia Cristian Juncu. Premiera a avut loc pe 8 aprilie 2001[7]. Număr de reprezentații: 30, dintre care ultima în stagiunea 2002/2003.
- Al treilea soldat, Al doilea servitor, Pajul Robin în Falstaff de William Shakespeare, regia Ion Sapdaru. Premiera a avut loc pe 24 iunie 2001[7][9]. Număr de reprezentații: 6.
- Bălanul în Motanul Leopold la aniversare de Arkadii Hait, regie Mihai Pastramagiu. Premiera a avut loc pe 14 octombrie 2001[7]. Număr de reprezentații: 61, dintre care ultima în stagiunea 2004/2005.
- Ipistatul în D-ale carnavalului de Ion Luca Caragiale, regia Ion Sapdaru. Premiera a avut loc pe 03 martie 2002[10]. Număr de reprezentații: 48, dintre care ultima în stagiunea 2003/2004.
- Conu Leonida în Conul Leonida față cu reațiunea de Ion Luca Caragiale, regia Ion Sapdaru. Premiera a avut loc pe 17 martie 2002[10]. Număr de reprezentații: 34, dintre care ultima în stagiunea 2003/2004.
- Un trecător Livada de vișini de Anton Pavlovici Cehov, regia Ioan Bordeianu. Premiera a avut loc pe 13 octombrie 2002[10]. Număr de reprezentații: 20, dintre care ultima în stagiunea 2003/2004.
- în Super Jazz Fantasy după o idee de Marius Rogojinschi, regia Marius Rogojinschi. În coproducție Teatrul Vasilache. Premiera a avut loc pe 9 martie 2003[10]. Număr de reprezentații: 11.
- Ițic, Zaraf în Iorgu de la Sadagura de Vasile Alecsandri, regia Ion Cibotaru. Premiera a avut loc pe 24 octombrie 2003[10]. Număr de reprezentații: 43, dintre care ultima în stagiunea 2004/2005.
- Drac în Dănilă Prepeleac de Ion Creangă , regia Ioan Bordeianu. Premiera a avut loc pe 28 martie 2004[10]. Număr de reprezentații: 37, dintre care ultima în stagiunea 2004/2005.
- Țărani și mosafiri, Ion în Cucoana Chirița de Vasile Alecsandri , regia Ion Sapdaru. Premiera a avut loc pe 19 martie 2005[10]. Număr de reprezentații: 35, dintre care ultima în stagiunea 2005/2006.
- Melchiade în Un veac de singurătate de Gabriel Garcia Marquez, regia Alexandru Vasilache. Premiera a avut loc pe 7 mai 2005[10]. Număr de reprezentații: 12.
- Războinic în Două săgeți de Aleksandr Moiseyevich Volodin, regia Petru Hadârcă. Premiera a avut loc pe 29 iunie 2005[10]. Număr de reprezentații: 18.
- Păcală în Ivan Turbincă de Ion Creangă, regia Ion Sapdaru. Premiera a avut loc pe 01 octombrie 2005[10]. Număr de reprezentații: 117, dintre care ultima în stagiunea 2015/2016.
- Lot în Paradisul terestru de Tennessee Williams, regia Alexander Hausvater. Premiera a avut loc pe 13 decembrie 2005[11]. Număr de reprezentații: 4.
- Curtean în Ultimul Suțțo de Dumitru Crudu, regia Dumitru Vasilache. Premiera a avut loc pe 11 martie 2006[11]. Număr de reprezentații: 22, dintre care ultima în stagiunea 2010/2011.
- Bartisin în Puricele în ureche de Georges Feydeau, regia Petru Hârdacă. Premiera a avut loc pe 02 iulie 2006[11]. Număr de reprezentații: 1.
- Valentin în A douăsprezecea noapte de William Shakespeare, regia Gelu Badea. Premiera a avut loc pe 08 octombrie 2006[11]. Număr de reprezentații: 18.
- Petrușka în Suflete moarte de Nikolai Gogol, regia Ion Sapdaru. Premiera a avut loc pe 03 februarie 2007[11][12] Număr de reprezentații: 17, dintre care ultima în stagiunea 2007/2008.
- Dansator în Moliere închipuit inspirat după un text de Jean-Baptiste Poquelin Molière, dramatizare și regia Alexandru Vasilache. Premiera a avut loc pe 01 aprilie 2007[11]. Număr de reprezentații: 2.
- Călătoria inspirat după romanul „Pescărușul Jonathan Livingston” de Richard Bach, dramatizare de Silvia Kerim, regia Chris Simion. Premiera a avut loc pe 09 iunie 2007[11]. Număr de reprezentații: 10.
- Samson, Cavaler în Romeo și Julieta de William Shakespeare, regia Ion Sapdaru. Premiera a avut loc pe 14 octombrie 2007[11]. Număr de reprezentații: 7.
- Rodolfo în Jobenul de Eduardo De Filippo, regia Ion Cibotaru. Premiera a avut loc pe 03 noiembrie 2007[11]. Număr de reprezentații: 7.
- Blându în Visul unei nopți de vară de William Shakespeare, regia Volin Costin. Premiera a avut loc pe 16 februarie 2008[11]. Număr de reprezentații: 13.
- Cățelul Cartuș în O poveste foarte simplă de Maria Lado, regia Andro Enukidze. Premiera a avut loc pe 24 aprilie 2008[13]. Număr de reprezentații: 15, dintre care ultima în stagiunea 2009/2010.
- Apus de soare de Barbu Ștefănescu Delavrancea, regia Marius Rogojinschi. Premiera a avut loc pe 11 august 2008 la Cetatea de scaun a Sucevei și în teatru la 5 octombrie 2008[14] Număr de reprezentații: 30.
- Harap Alb de Ion Creangă, regia Ion Sapdaru. Premiera a avut loc pe 18 octombrie 2008[13]. Număr de reprezentații: 31, dintre care ultima în stagiunea 2009/2010.
- Un tânăr în Soțul Akulinei de Feodor Dostoievski, regia Andro Enukidze. Premiera a avut loc pe 14 ianuarie 2009[13]. Număr de reprezentații: 8.
- Amadeus de Peter Shaffer, regia Alexandru Vasilache. Premiera a avut loc pe 22 martie 2009[13]. Număr de reprezentații: 8.
- Farmazonul din Hârlău adaptare text după Vasile Alecsandri, regia Ion Sapdaru. Premiera a avut loc pe 4 februarie 2010.[15][16]. Număr de reprezentații: 16.
- Garson în O noapte nebună, nebună de Ray Cooney, regia Alexandru Vasilache. Premiera a avut loc pe 16 mai 2010[13]. Număr de reprezentații: 34, dintre care ultima în stagiunea 2013/2014.
- Tinerețe fără bătrânețe și viață fără de moarte de Petre Ispirescu, regia Marius Rogojinschi. Premiera a avut loc pe 2 decembrie 2012[17].
- Geo Popescu în Hai să ne despărțim de Ion Sapdaru, regia Ion Sapdaru. Premiera a avut loc pe 16 februarie 2013[13]. Număr de reprezentații: 16, dintre care ultima în stagiunea 2013/2014.
- Un cetățean onorabil în Aventurile baronului Munchausen de Rudolf Erich Raspe, regia Ion Sapdaru. Premiera a avut loc pe 21 februarie 2014[13]. Număr de reprezentații: 10.
- Leonida în Conu Leonida față cu reacțiunea de Ion Luca Caragiale, regia Mihai Donțu. Premiera a avut loc pe 05 aprilie 2014[13]. Număr de reprezentații: 51, dintre care ultima în stagiunea 2017/2018.
- Comisarul în Avarul de Jean-Baptiste Poquelin Molière, regia Cristian Gheorghe. Premiera a avut loc pe 21 iunie 2014[13]. Număr de reprezentații: 16.
- Câinele grădinarului de Félix Lope de Vega y Carpio, regia Alexandru Vasilache. Premiera a avut loc pe 08 mai 2015[13]. Număr de reprezentații: 3.

- Balerinul turbat de Denis Panfilov, regia Mihai Donțu. Premiera a avut loc pe 20 februarie 2016[18][19] Număr de reprezentații: 13.
- Măști, Participanți la carnaval în D-ale carnavalului de Ion Luca Caragiale, regia Cristian Gheorghe. Premiera a avut loc pe 02 aprilie 2016[18]. Număr de reprezentații: 2.
- Mefodie în Bocitoarele vesele după William Shakespeare, regia Alexandru Vasilache. Premiera a avut loc pe 21 ianuarie 2017[18]. Număr de reprezentații: 20.
- Matricola 277, Iureș în Cartofi prăjiți cu orice de Arnold Wesker, regia Antonella Cornici. Premiera a avut loc pe 23 aprilie 2017[18]. Număr de reprezentații: 4.
- Nae Ipingescu în O noapte furtunoasă de Ion Luca Caragiale, regia George Șfaițer. Premiera a avut loc pe 08 octombrie 2017[18]. Număr de reprezentații: 6.

## Carieră regizorală
- Cerere în căsătorie (piesă de teatru) de Anton Pavlovici Cehov, Lyceum Botoșani, Romania, regia Mihai Donțu, 2002.
- Oameni ai nimănui, după textul „Oameni din Chișinău” de Dumitru Crudu, Trupa de teatru „Dramaclub” a Colegiului Național A.T. Laurian din Botoșani. Premiera a avut loc în anul 2005.[20]
- Cerere în căsătorie (piesă de teatru) de Anton Pavlovici Cehov, Teatrul „Mihai Eminescu” Botoșani. Premiera a avut loc pe 11 noiembrie 2006. Au avut loc peste 150 de reprezentații [21]. Număr de reprezentații: 150, dintre care ultima în stagiunea 2019/2020. Spectacolul de teatru Cerere în căsătorie se joacă în continuare pe scenă și după anul 2020.
- Trandafirii roșii de Zaharia Bârsan, Trupa de teatru „Dramaclub” a Colegiului Național A.T. Laurian din Botoșani 2006
- Ursul de Anton Pavlovici Cehov, un proiect cu actori amatori de la penitenciarul Botoșani[22]. În această distribuție, această piesă de teatru s-a jucat și pe scena Teatrului Nottara. În articolul Artline menționează că regizorul Mihai Donțu este la al doilea proiect, prin care pune la dispoziție munca sa, pentru a participa la reintegrarea în societate a deținuților, iar primul proiect regizoral fiind spectacolul "Cerere în căsătorie" de Cehov [23].
- Ursul de Anton Pavlovici Cehov, Teatrul „Mihai Eminescu” Botoșani. Premiera a avut loc pe 18 noiembrie 2009. [24] Număr de reprezentații: 50. A rămas în repertoriu până în stagiunea 2019/2020.
- Oameni ai nimănui, după textul „Oameni din Chișinău” de Dumitru Crudu, Teatrul „Mihai Eminescu” Botoșani. Premiera a avut loc pe 27 martie 2013. [25] Au participat și la campania „Artiști pentru artiști” a UNITER în anul 2014[26]. Număr de reprezentații: 18.
- Semaforul, text Mihai Donțu, Teatrul „Mihai Eminescu” Botoșani. Premiera a avut loc pe 06 octombrie 2013. [27][28] Număr de reprezentații: 24, dintre care ultima în stagiunea 2015/2016. Premiera a fost jucată pe scena Teatrului "Mihai Eminescu” din Botoșani și pe scene neconvenționale ca pietonala orașului Botoșani și Suceava. Spectacolul a avut un succes în rândul publicului, dar și în presa locală a vremii, abordând tema respectării codului rutier într-o formă îndrăzneață. Acest text și spectacol a fost inspirat de perioada în care autorul a urmat școala de șoferi și faptul că ideea de a învăța codul rutier poate să influențeze să nu se mai întâmple accidente care apar zilnic la știri. Știri negative care pot fi evitate. Teatrul "Mihai Eminescu” din Botoșani a avut un tur cu acest spectacol prin orașele din nord-estul țării și a participat la Festivalul de teatru pentru copii Guliver la Galați.
- Conu Leonida față cu reacțiunea, de Ion Luca Caragiale, Teatrul „Mihai Eminescu” Botoșani. Premiera a avut loc pe 05 aprilie 2014. [29] Număr de reprezentații: 51, dintre care ultima în stagiunea 2017/2018.
- Capra cu trei iezi adaptare după Ion Creangă, dramatizare și regie de Mihai Donțu, Teatrul pentru Copii și Tineret „Vasilache” Botoșani. Premiera a avut loc în 2015. [30]
- Balerinul turbat, text Denis Panfilov, traducere și adaptare Lucian Băleanu, Teatrul „Mihai Eminescu” Botoșani. Premiera a avut loc pe 20 februarie 2016. [31]. A participat la Gala spectacolelor AMTAP, ediția a X-a, Chișinău, Republica Moldova, 28 mai 2016. Număr de reprezentații: 13.
- Soacra cu trei nurori adaptare după Ion Creangă, Teatrul pentru Copii și Tineret „Vasilache” Botoșani. Datorită pandemiei de coronavirus din anul 2020, care a afectat major accesul actorilor pe scene convenționale și a spectatorilor în sălile de spectacol, s-au găsit modalități noi de a participa la spectacole prin intermediul platformelor sociale și de streaming. Astfel, începând cu luna august 2020, spectacolul de teatru poate fi urmărit și pe platforma culturală e-Theatrum online[32]. Premiera a avut loc pe 15 mai 2016[33]. Imagine din timpul spectacolului Soacra cu trei nurori, din Albumul de Colecție Teatrul de animație Țăndărică, pagina 121, accesat 10 martie 2020[34]
- Scufița roșie adaptare după Charles Perrault, Teatrul pentru Copii și Tineret „Vasilache” Botoșani. Începând cu luna iunie 2021, spectacolul de teatru poate fi urmărit și pe platforma culturală e-Theatrum online[35] Premiera a avut loc pe 19 noiembrie 2017. [36]

## Filme
- Țăran 1 Afacerea Est în regia lui Igor Cobileanski, 2016

În 2016 filmul a primit la Tallinn premiul pentru cel mai bun scenariu și  premiul pentru cel mai bun actor - Ion Sapdaru și Constantin Pușcașu. 
În 2017 a fost nominalizat la Premiile Gopo pentru cea mai bună scenografie - Vali Ighigheanu

## Premii și participări la festivaluri
- 1999 Premiul pentru cel mai bun rol masculin la Festivalul Internațional de Teatru de la Sibiu, cu rolul Luca din spectacolul „Ursul” de Cehov, regia Nicolov Perveli Viii
- 1999 Premiul pentru cel mai bun rol masculin la Gala tinerilor actori Gala HOP, Costinești, cu rolul Luca din spectacolul „Ursul” de Cehov, regia Nicolov Perveli Viii
- 1999 Festivalul Altfest, Bistrița, participare în distribuția spectacolului „Însemnări din subterană”, Trupa de Teatru „Mihai Eminescu” Botoșani, regia Vitalie Bichir
- 1999 Festivalul Întâlniri Internaționale ale Teatrului Universitar Francofon RITUF '99, participare în distribuția spectacolului „Însemnări din subterană”, Trupa de Teatru „Mihai Eminescu” Botoșani
- 2000 Festivalul Internațional ATELIER de la Sfântu Gheorghe, participare în distribuția spectacolului „Însemnări din subterană”, Trupa de Teatru „Mihai Eminescu” Botoșani
- 2001 Premiul festivalului, Premiul special al Juriului din cadrul Festivalului (Internațional) de Teatru la Piatra Neamț, participare cu rolul Bekkanko în spectacolul „Bekkanko”, Trupa de Teatru „Mihai Eminescu” Botoșani [38]
- 2001 Festivalul de Teatru Scurt de la Oradea, participare cu rolul Bekkanko în spectacolul „Bekkanko”, Trupa de Teatru „Mihai Eminescu” Botoșani
- 2001 Festivalul Internațional de teatru BITEI, Chișinău, Republica Moldova, participare cu rolul Bekkanko în  spectacolul „Bekkanko”, Trupa de Teatru „Mihai Eminescu” Botoșani
- 2002 Festivalul Lyceum ediția a VI-a, Botosani, România, spectacolul „Cerere in căsătorie”, de Anton Pavlovici Cehov în regia lui Mihai Doțu, trupa de teatru Dramaclub a Colegiului Național A.T. Laurian din Botoșani. Dan Lupu [39] a obținut premiul pentru interpretare masculină cu rolul Ivan Vasilevici [40]
- 2003 Festivalul Internațional de teatru din Brest, Belorusia, participare în distribuția spectacolului „Livada de vișini”, de A.P. Cehov, Trupa de Teatru „Mihai Eminescu” Botoșani
- 2006 Festivalul Național de Teatru Galați, participare în distribuția spectacolului „Ivan Turbincă”, Trupa de Teatru „Mihai Eminescu” Botoșani
- 2006 Festivalul Internațional de Teatru din Chișinău, Republica Moldova, participare în distribuția spectacolului „Ivan Turbincă”, Trupa de Teatru „Mihai Eminescu” Botoșani
- 2006 Trofeul festivalului: Premiul pentru cel mai bun spectacol la Festivalul de Teatru Lyceum, Botosani, Ediția a X-a, pentru „Oameni ai nimănui”, de Dumitru Crudu, regia Mihai Donțu, trupa de teatru Dramaclub a Colegiului Național A.T. Laurian din Botoșani [41]
- 2006 Mențiunea III la Festivalul-Concurs Național de interpretare într-un act Mihail Sorbul, Botoșani, ediția a XX-a - pentru rolul Copilul din spectacolul „Oameni ai nimănui”, de Dumitru Crudu, regia Mihai Donțu, trupa Dramaclub a Colegiului Național A.T.Laurian Botoșani
- 2006 Premiul I la Festivalul de teatru Yorick, Piatra Neamț, spectacolul  „Oameni ai nimănui”, de Dumitru Crudu, regia Mihai Donțu, trupa de teatru Dramaclub a Colegiului Național A.T. Laurian din Botoșani
- 2006 Festivalul Național de Teatru, București, Ediția XVI-a, 4 - 15 noiembrie, participare în distribuția spectacolului „A douăsprezecea noapte”, Trupa de teatru „Mihai Eminescu” Botoșani [42]
- 2007 Festivalul Internațional de Teatru Trazbon, Turcia, participare în distribuția spectacolului „Ivan Turbincă”, Trupa de Teatru „Mihai Eminescu” Botoșani [43]
- 2007 Festivalul de Teatru Experimental de la Cairo, Ediția XIX, participare în distribuția spectacolului „Călătoria”, Trupa de Teatru „Mihai Eminescu” Botoșani
- 2007 Premiu special pentru coregrafia foarte expresivă la Festivalul de Teatru de la Piatra Neamț - Yorick, participare cu spectacolul „Trandafirii roșii”, de Zaharia Bîrsan, regia Mihai Donțu, Trupa de teatru DramaClub al Colegiului Laurian Botoșani
- 2008 Festivalul Karadeniz, Trasbon, Turcia, participare în distribuția spectacolului „Ultimul Suțțo”, Trupa de Teatru „Mihai Eminescu” Botoșani, regia Alexandru Vasilache
- 2008 Festivalul Bitei, Chișinău, Republica Moldova, participare în distribuția spectacolului „O poveste foarte simplă”, Trupa de Teatru „Mihai Eminescu” Botoșani, regia Andro Enukidze
- 2010 Festivalul „Melpomena Tavrii”, Kerson, Ucraina, participare în distribuția spectacolului „Ivan Turbincă”, Trupa de Teatru „Mihai Eminescu” Botoșani, regia Ion Sapdaru
- 2010 Festivalul „Melpomena Tavrii”, Cerkasy, Ucraina, participare în distribuția spectacolului „Ivan Turbincă”, Trupa de Teatru „Mihai Eminescu” Botoșani, regia Ion Sapdaru
- 2012 Festivalul de Teatru EUROART Iași, 22 mai, participare în distribuția spectacolului „O noapte furtunoasă”, Trupa de Teatru „Mihai Eminescu” Botoșani, regia  Alexandru Vasilache
- 2013 Festivalul de teatru pentru copii Guliver de la Galați Ediția a XXI-A, 11-15 noiembrie 2013, participare cu spectacolul „Semaforul”, Trupa de Teatru „Mihai Eminescu” Botoșani
- 2014 Campania „Artiști pentru artiști”, 30 martie 2014, participare cu spectacolul „Oameni ai nimănui”, Trupa de Teatru „Mihai Eminescu” Botoșani, după un text de Dumitru Crudu, regia Mihai Donțu
- 2016 Festivalul Internațional al Recitalurilor Dramatice „Valentin Silvestru” Ediția XXII-A, Bacău, 8-16 aprilie 2016, participare în distribuția spectacolului „Balerinul turbat”, one-man show, Trupa de Teatru „Mihai Eminescu” Botoșani, regia Mihai Donțu, coregrafia Victoria Bucun
- 2016 Gala spectacolelor Academiei de Muzică, Teatru și Arte Plastice, ediția a X-a, Chișinău, Republica Moldova, participare în distribuția spectacolului „Balerinul turbat”, Trupa de Teatru „Mihai Eminescu” Botoșani, one-man show, regia Mihai Donțu, coregrafia Victoria Bucun, 28 mai 2016
- 2016 Membru în Comisia de jurizare la Concursul Național de Teatru „Tinere Speranțe” Ediția XXIII, 4-14 iunie 2016, Botoșani[44]
- 2017 Aniversarea a 30 ani de activitate a Teatrului Republican Muzical-Dramatic B.P. Hașdeu, Cahul, Republica Moldova, participare cu spectacolul „Conu’ Leonida față cu reacțiunea”, Trupa de Teatru „Mihai Eminescu” Botoșani, 18 octombrie 2017
- 2017 Festivalului Internațional de Teatru „Aplauzele de Aur ale Bucovinei” Cernăuți – Ucraina, ediția a XII-a, 27 octombrie 2017, participare în distribuția spectacolului „Bocitoarele vesele” după William Shakespeare, Trupa de Teatru „Mihai Eminescu” Botoșani. Premii obținute: Cel mai bun spectacol, Cea mai bună regie - Alexandru Vasilache, Cea mai bună scenografie - Mihai Pastramagiu, Cea mai bună coregrafie - Victoria Bucun [45] [46]
- 2017 Zilele Teatrului „Veniamin Apostol”, Soroca, 8 dec. 2017, participare cu spectacolul „Cerere în căsătorie” de A.P.Cehov, regia Mihai Donțu
- 2017 Festivalul International de Teatru pentru Copii „Arlechino - Caravana Povestilor” Brașov, participare cu spectolul „Soacra cu trei nurori”, regia Mihai Donțu.